# Karl August von Beckers zu Westerstetten

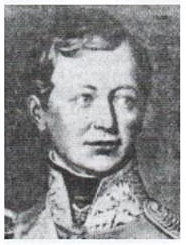
Karl August von Beckers zu Westerstetten

Karl August Graf von Beckers zu Westerstetten (* 8. August 1770 in Mußbach, Kurpfalz; † 8. November 1832 in München) war ein bayerischer General der Infanterie.

## Herkunft
Die Adelsfamilie von Beckers zu Westerstetten kam aus Siegen in Westfalen und gehörte der katholischen Konfession an. Karl August war der Sohn von Heinrich Anton von Beckers zu Westerstetten (1695–1777) und seiner Frau Eleonore, geborene Hueber von der Wittau. Der Vater, kurpfälzischer Staatsminister sowie Gesandter in Wien bzw. Berlin, wurde 1729 zu Schwetzingen in den erblichen Adel der Kurpfalz aufgenommen, 1738 in den Reichsritterstand mit dem Prädikat „Edler von“ und erhielt 1742 den Titel eines Freiherrn. Seine Kinder erhob Kurfürst Karl Theodor von Bayern 1790, in der Zeit des Reichsvikariats, zu Reichsgrafen. Sein älterer Bruder, Joseph Heinrich von Beckers zu Westerstetten (1764–1840), war österreichischer Feldmarschallleutnant und Obersthofmeister des ungarischen Palatins Erzherzog Joseph Anton Johann von Österreich.

## Biografie

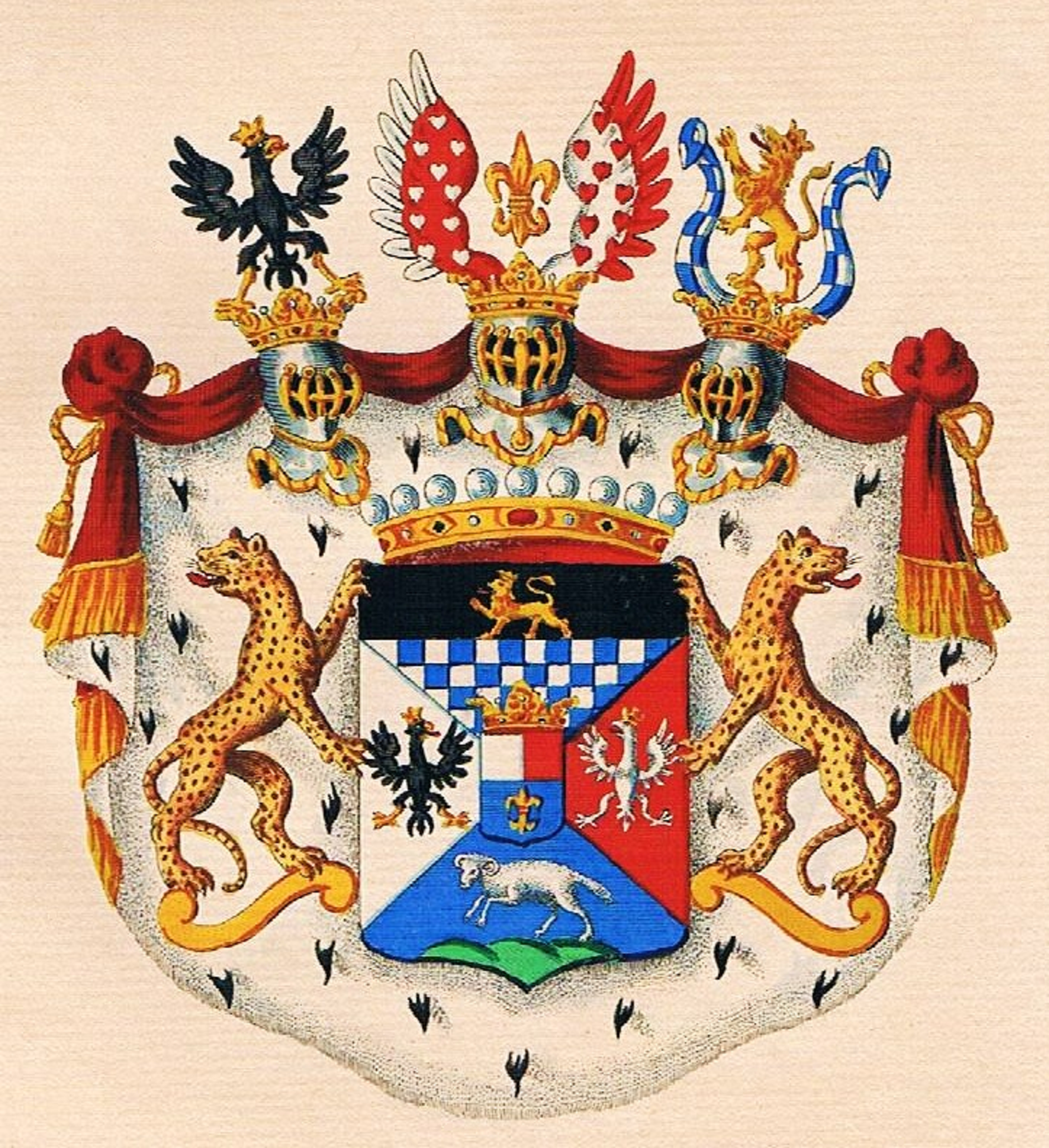
Wappen der Adelsfamilie von Beckers zu Westerstetten

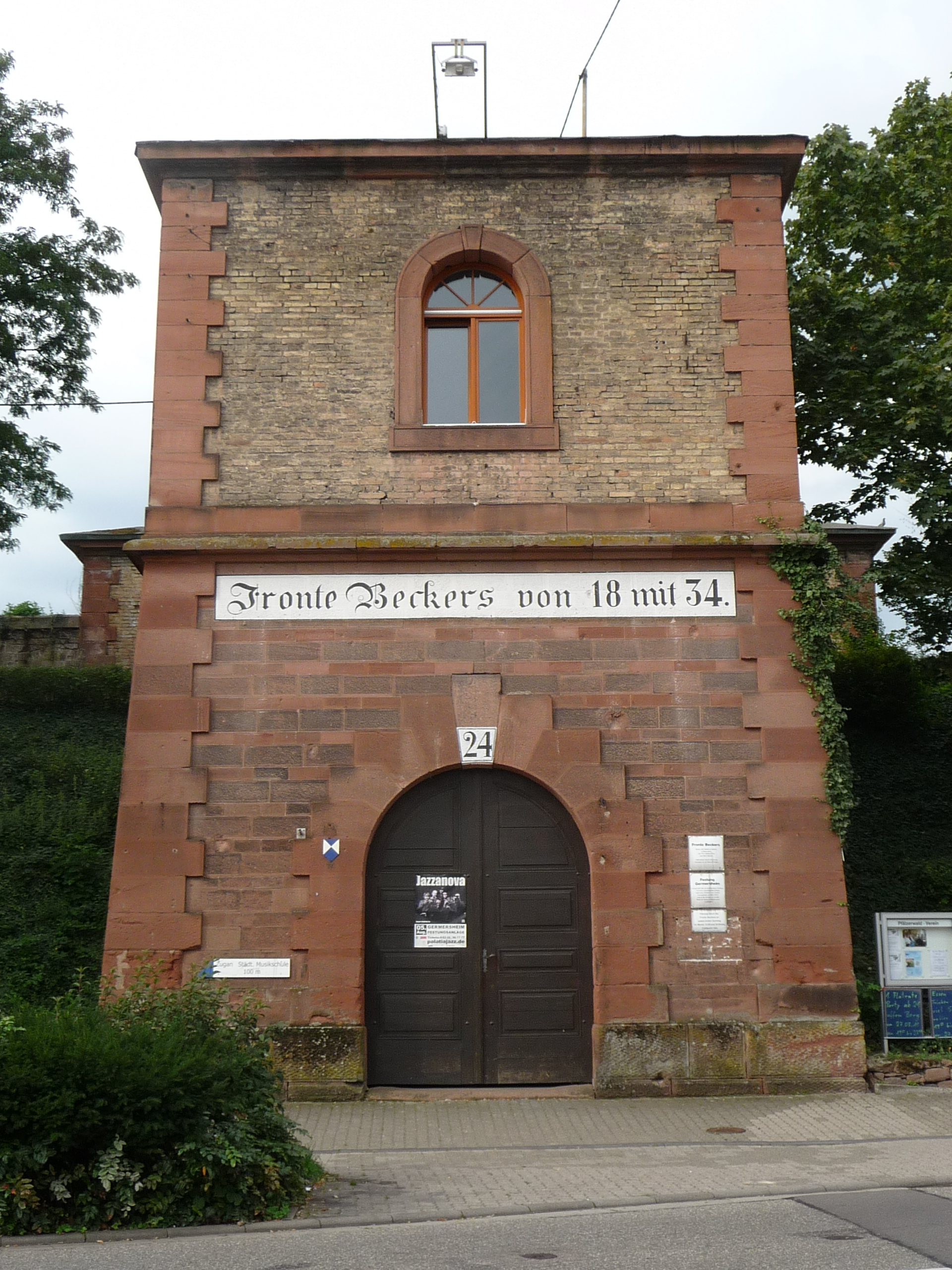
Die nach ihm benannte Fronte Beckers in Germersheim

Karl August von Beckers zu Westerstetten wurde bereits 1774, ehrenhalber, Fähnrich im kurpfälzischen Leibregiment zu Mannheim. 1784 war er Unterleutnant im Regiment Pfalzgraf von Birkenfeld, wo er 1785 zum Oberleutnant und 1787 zum Kapitän avancierte. 1790 kämpfte er im 4. Kurpfälzischen Grenadierregiment gegen die Lütticher Revolutionäre, im Ersten Koalitionskrieg nahm er 1794 und 95 an den Gefechten gegen Frankreich teil. 1795 erhielt Graf von Beckers die Beförderung zum Major im 3. Grenadierregiment, 1805 wurde er Oberst.
Am 17. April 1807 führte er im Gefecht bei Glatz das 1. Bataillon des 6. Bayerischen Infanterie-Regiments, wobei er mit schwerer Brustverwundung solange weiterkämpfte, bis der Gegner geschlagen war. Er erhielt dafür das Kreuz der französischen Ehrenlegion und wurde am 23. April Kommandeur des 2. Bayerischen Infanterie-Regiments. Am 2. Mai des Jahres avancierte er zum Generalmajor und Brigadier in Polen.
Für seine Tapferkeit in der Schlacht von Abensberg, am 20. April 1809, erhielt Beckers das Ritterkreuz des Militär-Max-Joseph-Ordens, am 24. April, im Gefecht bei Neumarkt an der Rott, das Offizierskreuz der Ehrenlegion. Als Kommandeur der 2. Infanterie-Brigade machte Beckers den Russlandfeldzug 1812 mit. Am 10. August 1813 avancierte er zum Generalleutnant und Befehlshaber der 2. Infanterie-Division. In dieser Stellung erwarb er am 30. Oktober 1813, in der Schlacht bei Hanau, das Kommandeurskreuz des Militär-Max-Joseph-Ordens und wurde mehrfach verwundet.
1815 ernannte man Beckers zum Chef des Generalkommandos Nürnberg, 1824 wurde er Präsident des Bayerischen Militär-Appellations-Gerichtshofes und General der Infanterie. 1832 erlitt er unerwartet in München einen Schlaganfall, verstarb dort nach Empfang der katholischen Sterbesakramente Alter von 62 Jahren.

## Grabstätte

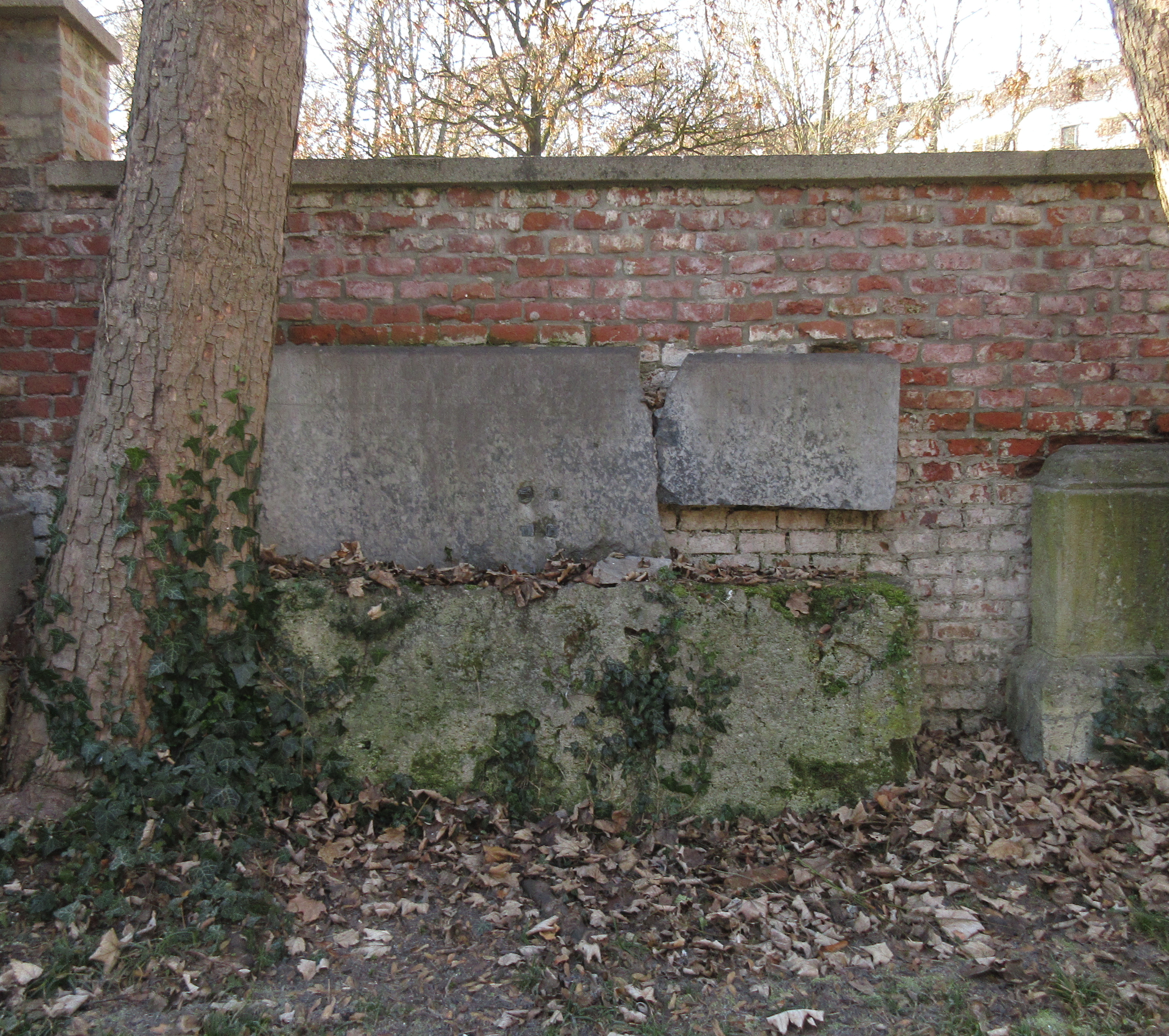
Grab von Carl Beckers zu Westerstetten auf dem Alten Südlichen Friedhof in München

Die Grabstätte von Carl Beckers zu Westerstetten befindet sich auf dem Alten Südlichen Friedhof in München (Alte Arkaden, Platz 22 bei Gräberfeld 25) Standort.

## Ehrungen
Nach Carl Beckers zu Westerstetten ist die „Fronte Beckers“ der Festung Germersheim benannt.
Neben den bereits erwähnten Auszeichnungen erhielt Beckers auch das Großkreuz des Verdienstordens der Bayerischen Krone, den Ludwigsorden, das Ritterkreuz des Militär-Maria-Theresien-Ordens und das Kreuz 1. Klasse des russischen Ordens der Heiligen Anna.